# Дурлешты
Дурле́шты (также Дурле́шть; рум. Durleşti) — город в Молдавии в составе сектора Буюканы муниципия Кишинёв.
Находится на северо-западе Кишинёва, являясь непосредственным его продолжением, на границе с Яловенским районом Молдовы. Население — около 20 тыс. человек.
Первое упоминание о селе Дурлешты датируется 1656 годом. Село получило название от ручья Дурлешты, в долине которого в секторе Буюканы разбит кишинёвский парк «Дендрарий».
В начале XX века село Дурлешты относилось к Кишинёвскому уезду Бессарабской губернии. С 1940 года (основание МССР) село Дурлешты входит в состав Кишинёвского района, а в 1949 году, после выделения Кишинёва в самостоятельную административную единицу, становится его административным центром. В 1956 году Кишинёвский район был упразднён, и село Дурлешты вошло в состав Страшенского района МССР.
В связи со значительной  удалённостью села Дурлешты от районного центра Страшены, в 1978 году Правительство МССР приняло решение о переходе села Дурлешты под юрисдикцию ближайшего к нему района – Кутузовскому. В 1991 году, после распада СССР, Кутузовский район переименован в Яловенский.
В соответствии с Законом N 764 от 27.12.2001 «Об административно-территориальном устройстве Республики Молдова» село Дурлешты приобрело статус города, Дурлешты были исключены из состава Яловенского района и стали частью муниципия Кишинёв.

## Города-побратимы
- Пловдив (Болгария)
- Традате (Италия)
- Блаж (Румыния)

## Транспорт
Город связан с Кишинёвом автобусным маршрутом № 11, № 12 ,троллейбусом № 1, № 33,№ 35 и маршрутными такси № 101, 124, 125,